# Fredy Pérez
Fredy Alexander Pérez Chacón (Escuintla, Guatemala, 9 de diciembre de 1994), más conocido como Fredy Pérez, es un jugador profesional guatemalteco de fútbol que se desempeña en la posición de guardameta en CSD Suchitepéquez, equipo perteneciente a la Liga Nacional de Fútbol de Guatemala.

## Carrera
Pérez lleva jugando diez temporadas en el equipo Comunicaciones Fútbol Club, con el cual salió campeón de la Liga Nacional de Fútbol de Guatemala en cuatro oportunidades. También es parte de la Selección de fútbol de Guatemala.